# Сенаторские ревизии
Сенаторские ревизии — надзор за работой органов власти в губерниях через посредство сенаторов.
Созданы при Петре I. Указом от 4 (15) апреля 1722 года повелено: «для смотрения всяких дел в губерниях и провинциях, чтобы во всяких делах была правда, посылать на каждый год из сенатских членов по одному, да при нём из каждой коллегии по одному члену». Ближайшие преемники Петра не придерживались этому плану и единственная ревизия была проведена в 1726 году в Московской губернии, сенатором графом А. А. Матвеевым. Только в конце царствования императрицы Екатерины II были возобновлены назначения Сенаторских ревизий для расследования обнаруженных преступлений (например в губерниях Санкт-Петербургской и Вятской).
Павел I вернулся к мысли о периодических Сенаторских ревизиях. Законом 6 (17) октября 1799 года было постановлено производить ревизию каждые три года; для этого  назначать сенаторов, избираемых сенатом и утверждаемых государем; ревизии подвергать: 1) течение по присутственным местам правосудия, 2) внутреннюю полицию, 3) «поборы, лихоимству толь свойственные». Все губернии, для удобнейшего объезда их сенаторами, были разделены  на 8 районов. 
В 1805 году для сенаторов, назначаемых для осмотра губерний, была составлена новая подробная инструкция. Ревизии подлежали  как общие губернские учреждения (административные и судебные), так и места уездные, «равномерно все места и части, вверенные управлению министров по губерниям», то есть ведомства специальные (лесное, таможенное и т. п.). В 1817 году сенату было высочайше наказано избрать сенаторов для ревизии губерний на основании закона 1799 года; вместе с тем общему собранию сената поручено было пересмотреть инструкцию 1805 года. Результатом этого пересмотра явилась утвержденная 17 (28) марта 1819 года инструкция, дополненная в 1820 году особою инструкцией сенаторам, посылаемым в губернии специально для взыскания недоимок. 
Законом 15 (26) июня 1832 года о мерах ко взысканию недоимок было постановлено назначать Сенаторские ревизии в такие губернии, в которых замечены особо крупные недоимки, чрезвычайные ситуации, а так же жалобы на злоупотребления чиновников; вместе с тем указано, что вообще сенаторы, отправляемые в губернии, должны обращать особое внимание на вопрос о недоимках. 
Наконец, высочайшим поведением 22 сентября (3 октября) 1880 года разъяснено, что Сенаторская ревизия распространяется на вообще все учреждения, находящиеся в пределах обозреваемой губернии, не исключая ни судебных учреждений, образованных на основании Уставов 20 ноября 1864 г., ни земских и городских установлений.
На основании вышеизложенных узаконений составлена 245 ст. учреждения правительствующего сената издания 1892 года (соответствующая статье 256 издания 1876 г., при которой приложены были инструкции ревизующим сенаторам, в 1886 году исключенные из Свода Законов). 
Сенаторская ревизия является исключительной мерой, принимаемой каждый раз по особому высочайшему усмотрению. На сенаторов могут быть возложены:
1. временные обозрения губерний во всех отношениях государственного управления,
2. поручения по взысканию недоимок в случае чрезмерного их где-либо накопления. Назначение ревизующего сенатора, равно как времени для ревизии и губерний, на которые она распространяется, зависит от государя[2].

Закон указывает только два повода к назначению Сенаторских ревизий, но назначаются они и по другим чрезвычайным причинам. Так, например, в 1822 году сенатор Соймонов В.Ю. был назначен для прекращения злоупотреблений и беспорядков в Казанской губернии, где ему было велено оставаться на правах генерал-губернатора до завершения обустройства губернии; в 1840-х годах, по случаю голода в Псковской губернии, был назначен сенатор для изыскания средств к прокормлению голодавшего населения; в 1875 году сенатор Клушин П.Н.  был послан для исследования и прекращения беспорядков между крестьянами Валуйского уезда Воронежской губернии. 
Можно установить два типа сенаторских ревизий второй половины XIX века. Ревизии первого рода назначались для расследования и прекращения злоупотреблений и имели задачей поверку действий должностных лиц. Такими были, например, ревизии Пензенской губернии — сенатором Сафоновым С.В. в 1859 году, в Пермской губернии — сенатором Клушиным П.Н. в 1870 году, Оренбургской губернии — сенатором Ковалевским М.Е. в 1881 году (по поводу расхищения башкирских земель). 
Ревизии второго рода были направлены на всестороннее раскрытие нужд местного населения, к ознакомлению на местах с действием порядков и учреждений, к выяснению их недостатков и средств к улучшению. Такими были ревизии Калужской и Владимирской губерний, произведенные в 1862-1863 годах сенатором Капгером А.Х. для выяснения результатов отмены крепостного права и для собора фактических данных, для определения дальнейшего направления крестьянского дела. Выбор пал на две губернии, в которых приемы и способы осуществления крестьянской реформы были существенно различны; но практического влияния на дальнейшее направление крестьянского дела ревизия сенатора Капгера не имела. 
Наиболее широко задуманы были Сенаторские ревизии в 1880 году, в эпоху «диктатуры сердца», когда правительство стремилось к завершению великих реформ и Сенаторским ревизиям придано было значение обследования, выясняющего существующие условия и намечающего пути к их улучшению. Программа, данная сенаторам Ковалевскому в Казанской и Уфимской губерниях, Мордвинову С.А. в Воронежской и Тамбовской губерниях, Половцову А.А. в Киевской и Черниговской губерниях и Шамшину И.И. в Саратовской и Самарской губерниях, проводившим ревизии в 1880—1881 годах, охватывала собою как вопросы местной судебно-административной реформы, так и экономический и социальный быт крестьян, народное образование, положение раскола, податную систему и т. д. Но данные, собранные ревизовавшими сенаторами, не были приняты к предметному рассмотрению. 
Вскоре по возвращении сенаторов в Петербург была образована Кахановская комиссия, в состав которой вошли сенаторы-ревизоры и работы которой в начальной стадии шли под непосредственным влиянием ревизионных отчетов; но в конечном результате преобразования местного управления, осуществленные в 1889 и 1890 годах, далеко уклонились от рекомендаций этих отчетов. С другой стороны, ревизия 1880-1881 годов отразилась на законе от 3 мая 1883 года, облегчившем положение раскольников, на законе о переселениях, на всех податных реформах 1880-х годов. 
Ещё большее практическое значение имела ревизия Лифляндской и Курляндской губерний, произведенная в 1882-1883 годах сенатором Манасеиным и послужившая исходным пунктом для всех законодательных мер, коренным образом изменивших положение Прибалтийского края.
Две сенаторские ревизии были произведены в 1905 году сенатором А. М. Кузминским: для расследования армянско-татарской резни в Баку и Бакинской губернии, а также еврейского погрома в Одесском градоначальстве.
Все результаты Сенаторских ревизий рассматривались Сенатом, Государственным советом и монархом, по ним проводились реформы и принимались кадровые решения.
В общем, Сенаторские ревизии являлись чрезвычайными мерами, надобность в которых ослаблялась по мере развития гласности и ввиду возможности опроса земских собраний и сведущих людей.